# Sehr späte akustisch evozierte Potentiale
Sehr späte AEP (SSAEP) sind eine Untergruppe der akustisch evozierten Potentiale und entstehen in den Assoziationszentren, die der Hirnrinde (Cortex) nachgeschaltet sind. Ihre Laufzeit vom Stimulusbeginn an gerechnet liegt bei > 300 ms. Sie sind nur messbar, wenn der Proband weiß, dass ein Stimulus zu erwarten ist, und sich darauf konzentriert („Erwartungspotential“). SSAEP sehen bei verschiedenen Versuchspersonen sehr unterschiedlich aus, auch wenn diese völlig normal hören können: Es gibt keine typischen Wellenformationen. Die SSAEP können nicht einem anatomisch definierten Ursprungsort zugeordnet werden. Entsprechend ihrer Variabilität und aufwendigen Messung werden SSAEP klinisch kaum verwendet. 